# 吴努

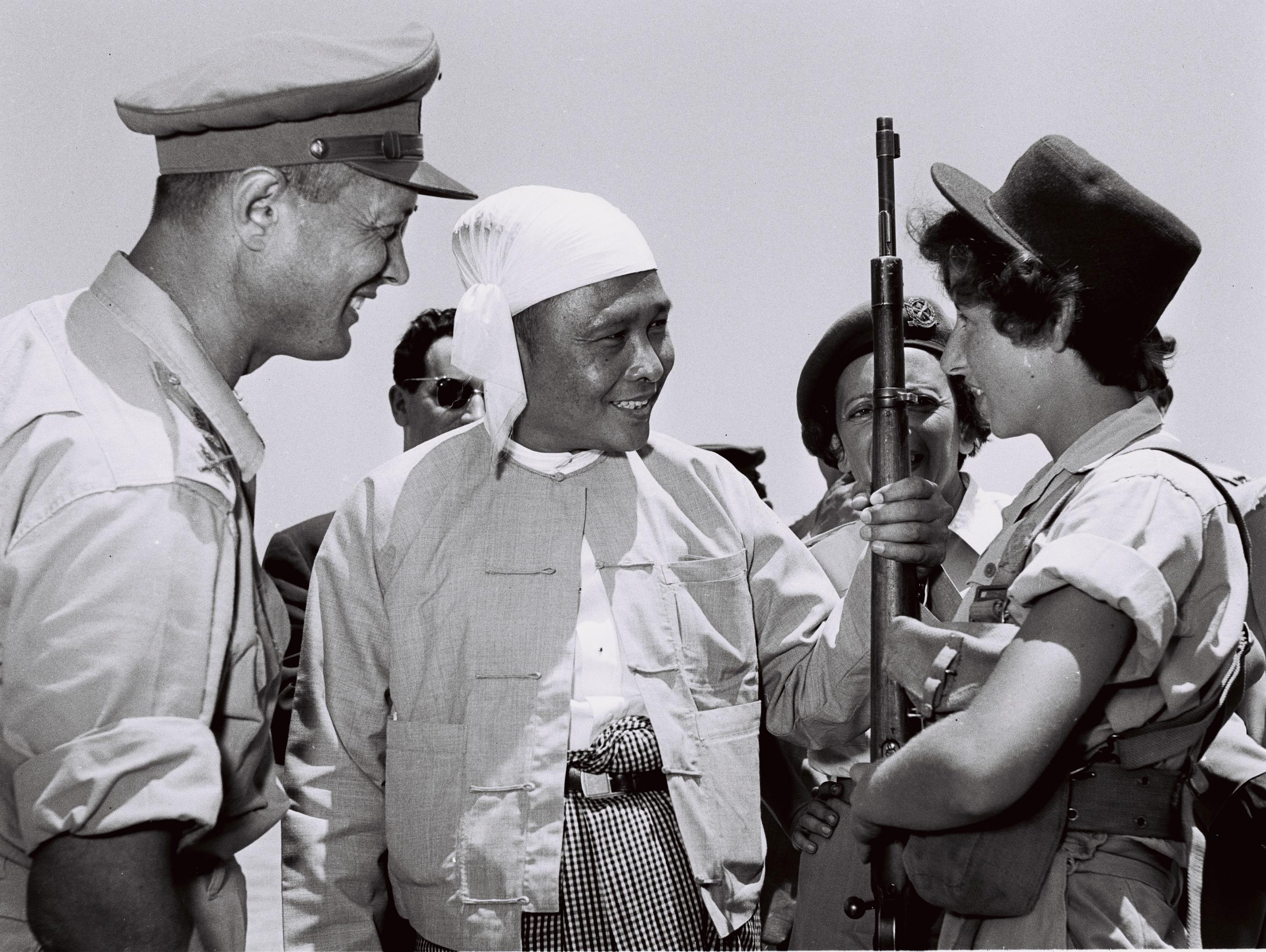
吴努

努，一般被尊稱為吳努（ú nṵ，1907年5月25日—1995年2月14日），緬甸伊洛瓦底省苗妙縣人，为缅甸独立英国后的首任缅甸总理，以及緬甸反法西斯人民自由同盟主席。

## 生平
1907，出生于英属印度缅甸。
1948年，緬甸脫離英國殖民統治，吳努成為首任緬甸總理，並于1952年和1956年成功連任。
1958年緬甸反法西斯人民自由同盟分裂，從而擔任自由同盟連接派主席，並被迫將政權移交給以奈溫為首的看守政府。
1960年大選勝出後，第三次再度出任總理。
1962年3月2日奈溫發動政變後被捕。1966年10月獲釋，後流亡國外，1980年7月回國。

## 逝世
在他的妻子Daw Mya Yee去世後，吳努也在1995年2月14日因年老去世，時年87歲。

## 家庭
吳努和妻子育有五名子女：San San（女兒），Thaung Htaik（兒子），Maung Aung（兒子），Than Than（女兒）和 Cho Cho（女兒）。